# Cyphophthalmus gjorgjevici
Espèce
Synonymes
- Siro gjorgjevici Hadži, 1933

Cyphophthalmus gjorgjevici est une espèce d'opilions cyphophthalmes de la famille des Sironidae.

## Distribution
Cette espèce est endémique de Macédoine du Nord. Elle se rencontre à Rachtché dans une grotte.

## Description
Cyphophthalmus gjorgjevici mesure de 1,9 à 2,17 mm.

## Systématique et taxinomie
Cette espèce a été décrite sous le protonyme Siro gjorgjevici par Hadži en 1933. Elle est placée dans le genre Cyphophthalmus par Boyer, Karaman et Giribet en 2005.
Cyphophthalmus gjorgjevici klisurae a été élevée au rang d'espèce par Karaman en 2008.

## Étymologie
Cette espèce est nommée en l'honneur de Živojinu Đorđeviću.

## Publication originale
- Hadži, 1933 : « Nov pecinski pauk kosac iz Juzne Srbije Siro gjorgjevići, sp. n. » Zbornik radova Živojinu Đorđeviću : posvećen povodom njegove šezdesetogodišnjice, p. 41–50.